# Le frontiere dei Sioux
Le frontiere dei sioux (The Nebraskan) è un film del 1953 diretto da Fred F. Sears.
È un film western statunitense con Philip Carey, Roberta Haynes e Wallace Ford.

## Produzione
Il film, diretto da Fred F. Sears su una sceneggiatura di David Lang e Martin Berkeley con il soggetto dello stesso Lang, fu prodotto da Wallace MacDonald per la Columbia Pictures Corporation e girato nell'area di Burro Flats nelle Simi Hills e nel ranch di Corriganville a Simi Valley, in California. Fu girato in 3-D.

## Distribuzione
Il film fu distribuito con il titolo The Nebraskan negli Stati Uniti dal 2 dicembre 1953 al cinema dalla Columbia Pictures Corporation.
Altre distribuzioni:
- in Germania Ovest (Bis zur letzten Kugel)
- in Belgio (De man van Nebraska e L'homme du Nebraska)
- in Brasile (O Valente de Nebraska)
- in Italia (Le frontiere dei sioux)

## Promozione
La tagline è: "If the Indians didn't get them... they'd get each other!".